# Livre du chevalier Zifar
Le Livre du chevalier Zifar (Libro del Caballero Zifar, ou précédemment Livro del Cavallero Cifar), rédigé durant la première moitié du XIVe siècle, est le plus ancien récit d'aventures de fiction en prose espagnole que nous connaissions. Cette œuvre nous est parvenue par le biais de deux manuscrits, le ms. 11309 de Madrid, datant du XIVe siècle et appelé codex M ; et le ms. 36 de la BnF, appelé codex P ou manuscrit de Paris, daté de 1466 et très richement enluminé. Deux exemplaires d'une édition imprimée à Séville en 1512 existent également.
Le Livre du chevalier Zifar présente certains traits propres au roman de chevalerie et, bien qu'il s'agisse d'un ouvrage anonyme, son auteur serait un certain Ferrand Martínez, clerc de Tolède, qui apparaît en tant que protagoniste dans le Prologue de l'ouvrage. Le récit s'annonce comme une adaptation de la Vie de saint Eustathe (ou Eustache), sorte de roman hagiographique rédigé en grec dans sa forme originelle (BHG 641), puis traduit en latin et de là dans mainte langue vernaculaire. Le général Placidas-Eustathe devient ainsi le chevalier Zifar : à partir de là, la trame du récit se développe par entrecroisement de différents matériaux didactiques, épiques et chevaleresques.
Le texte du Livre du chevalier Zifar combine ainsi certaines caractéristiques des chansons de geste, la quête du chevalier Zifar pouvant notamment évoquer le fameux chant d'exil du Cid. Le Zifar se rapproche également du roman courtois tel que ce genre s'exprime par exemple chez Chrétien de Troyes et dans la matière de Bretagne, avec des éléments didactiques de types variés : tantôt un exemplum, tantôt des proverbes, des sermons ou même un véritable traité d'éducation complet. Il garde toutefois une grande cohérence narrative, surtout si l'on se réfère au manuscrit de Paris, dont l'iconographie et les enluminures, magnifiquement ouvragées, éclairent singulièrement le déroulement logique de chaque partie, reliant chaque anecdote et chaque digression à une thématique centrale. La trame ainsi tissée à partir d'un faisceau d'influences foisonnantes, conserve une grande cohérence, ce qui confère à certains passages du livre les caractéristiques d'un véritable ouvrage de fiction romanesque. Cette « modernité » du Livre du chevalier Zifar n'est d'ailleurs pas sans évoquer quelques-uns de ses plus illustres héritiers, au nombre desquels figurent en bonne place Lazarillo de Tormes et Don Quichotte.

## Structure

### Le Prologue
Le livre commence par un Prologue dans lequel un certain Ferrand Martínez affirme avoir traduit l'histoire du chaldéen, terme qui désigne habituellement la langue syriaque, mais pourrait plutôt renvoyer ici à l'arabe. Bien que cette assertion soit un topos habituel des romans de chevalerie, il est manifeste que la majorité des anthroponymes de l'ouvrage sont d'origine arabe, tout comme certains procédés stylistiques, à l'image de la technique d'insertion des contes qui rappelle la structure des Mille et Une Nuits. Il est très probable que l'inclusion de digressions caractéristiques de la littérature sapientiale, où la succession des exempla s'explique par le caractère encore novateur que revêtait à cette époque la rédaction in extenso d'une œuvre de fiction en prose, au moment même où l'atelier littéraire d'Alphonse X, Le Sage acclimatait la matière de Bretagne à la péninsule ibérique et que l'impératif de développer des modèles narratifs dans les chroniques historiques commençait à faciliter la progression vers la fiction romanesque. 
Le Livre du chevalier Zifar applique ainsi toujours les recommandations classiques des artes poeticæ de l’ordo artificialis, l'un des pans de la rhétorique médiévale. Ces préceptes avaient notamment été énoncés par Brunetto Latini, dans Li livres dou trésor : il convenait ainsi d'entamer les œuvres étendues par « un enxiemplo o proverbio o sentencia o autoridat de los sabios ».
L'édition imprimée de Séville (1512) ajouta un second Prologue à l'original.
Après cette partie introductive suivent trois livres distincts (découpage de l'édition Moleiro de 1996, fac-similé du manuscrit de Paris). Il y aurait par contre quatre parties identifiables si l'on se réfère au découpage de l'édition Wagner de 1929 :

### Le Livre 1

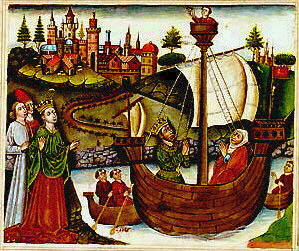
Miniature du Manuscrit de Paris

Il regroupe les parties « Le Chevalier de Dieu » et « Le Roi de Menton » de l'édition de Wagner. 
Accablé de malheurs à cause d'une malédiction planant sur lui — tous les dix jours, son cheval, quel qu'il soit, meurt —, le chevalier Zifar, sa femme Grima et leurs deux fils, Garfin et Roboam, abandonnent le Royaume de Tarte. Au cours de cet exil en quête d'un avenir meilleur pour lui et les siens, le chevalier sera mis à l'épreuve par Dieu à de nombreuses reprises :
- Il devra alors démontrer qu'il est le meilleur capitaine quand, à la tête de l'armée de Galapia, il affrontera le Comte d'Éphèse.

- Puis il devra se garder de céder au désespoir quand, une fois cette campagne achevée, il sera séparé de ses fils Garfin et Roboam et de son épouse Grima (Garfin est ravi par une lionne, Roboam se perd dans une ville inconnue et leur mère est enlevée par des pirates). Il parviendra à retrouver sa femme et ses fils : au terme de plusieurs scènes de reconnaissance, la famille dispersée est enfin réunie.

### Le Livre 2
« La Leçon du roi de Menton » (“Castigos del Rey de Mentón”) compile une série de remarques et de conseils que Zifar adresse à ses deux fils, Garfin et Roboam, sous la forme doctrinale d'un véritable traité d'éducation à l'usage des jeunes princes ou des apprentis chevaliers. 
Cet intermède didactique peut faire penser tout à la fois à un ouvrage comme Le Prince de Machiavel, ou encore à des manuels d'éducation, eux aussi postérieurs comme Candide, qui manifestent le même dessein de flétrir les travers de leur temps, ainsi que les bassesses humaines, par des illustrations très parlantes. Les nombreuses paraboles empruntées à la Bible font également de cette deuxième partie du livre une forme de manuel de catéchisme.

### Le Livre 3
Cette partie narre l'histoire de Roboam à partir du moment où il quitte le royaume de Menton pour suivre un itinéraire comparable à celui de son père, en se conformant aux préceptes que ce dernier vient de lui inculquer. Il vivra des aventures tout aussi édifiantes que son modèle, qui le mèneront de bataille en bataille et de merveille en merveille. Du royaume de Pandulfa à l'empire Tigride, en passant par le pays mystérieux de l'impératrice Noblesse, Roboam fera un parcours tout aussi glorieux que symbolique et féerique.
Ce troisième livre comporte beaucoup d'éléments qui offrent une « symétrie » saisissante par rapport au premier livre, faisant de lui une sorte de double amplifié.

## LeLivre du chevalier Zifardevant la critique

### La question de l'auteur et de la datation
L'exemplum narré dans le Prologue nous ramène en l'an 1300, au moment de l'annonce d'un jubilé offert par le Pape Boniface VIII, et à Rome, où se rend Ferrand Martínez, archidiacre de Madrid, afin d'y rencontrer Gonzalo García Gudiel, ancien archevêque de Tolède devenu par la suite cardinal à Rome. Ce dernier fait promettre à Ferrand Martínez de ramener à Tolède sa dépouille mortelle dans le cas où son décès surviendrait à Rome, éventualité qui selon le Prologue se réalisera dès l'année suivante. 
- Les faits évoqués (le périple de Ferrand Martínez et le décès de García Gudiel) sont vérifiables et peuvent être situés entre 1301 et 1304. Le statut de Ferrand Martínez et l'historicité de son parcours prêtent toutefois à débat.

Ainsi, Marcelino Menéndez Pelayo a suggéré que Ferrand Martínez pourrait être l'auteur du texte, hypothèse que Francisco Hernández a essayé de justifier par de minutieuses recherches : on sait désormais que cet archidiacre travaillait à la chancellerie royale, probablement en tant que secrétaire spécialisé dans les affaires ecclésiastiques. Sa fonction consistait à veiller à la correction du contenu et du style des documents qui passaient entre ses mains, ce pourquoi il avait besoin de connaître les artes dictaminis et le droit. Lorsqu'en 1280 García Gudiel devient archevêque de Tolède, Ferrand Martínez bénéficie de sa protection et monte quelque peu en grade, jusqu'à être nommé archidiacre à Madrid en 1299. Il mourut le 27 mars 1309.
La critique a seulement jugé « vraisemblable » que Ferrand Martínez ait commencé à composer l'ouvrage à partir de 1300, pour ne rédiger le conte introductif que trois ou quatre ans plus tard. Il est toutefois indiscutable que l'auteur du livre possédait une formation juridique ainsi qu'une expérience de la chancellerie. Par ailleurs, quel qu'il soit, l'auteur dut forcément rencontrer ou fréquenter soit Ferrand Martínez, soit Gonzalo García Gudiel. Le terminus ante quem de la rédaction serait, dans ce cas, la fin du premier quart du XVIe siècle.
- Juan Manuel Cacho Blecua a cependant fait reculer cette date jusqu'au milieu du XIVe siècle[6] :

Selon lui, les premiers mots du Prologue annoncent sans équivoque le jubilé offert par Boniface VIII à tous ceux qui se rendraient, pour obtenir les indulgences, dans les églises romaines de Saint-Pierre et de Saint-Paul. Mais le texte annonce toutefois cet événement en le projetant dans le futur « pour que ceux qui viendront après les hommes de ce temps sachent à quelle date doit être célébré le Jubilé, de façon à pouvoir aller gagner les saints pardons ». L'auteur de Zifar connaissait donc la date prévue à l'origine pour le jubilé (1400), sans avoir connaissance du fait qu'il fut en réalité proclamé en 1343 et célébré en 1350.
Par ailleurs, le Prologue mentionne également la mort de la reine de Castille, doña Marie, événement qui ne survint pour sa part qu'en 1321.
Blecua en conclut donc que le Prologue du Zifar fut rédigé entre 1321, date de la mort de doña Marie, et 1343, date à laquelle fut proclamée la véritable date de l'année jubilaire.

### L'un des manuscrits les plus précieux du Moyen Âge

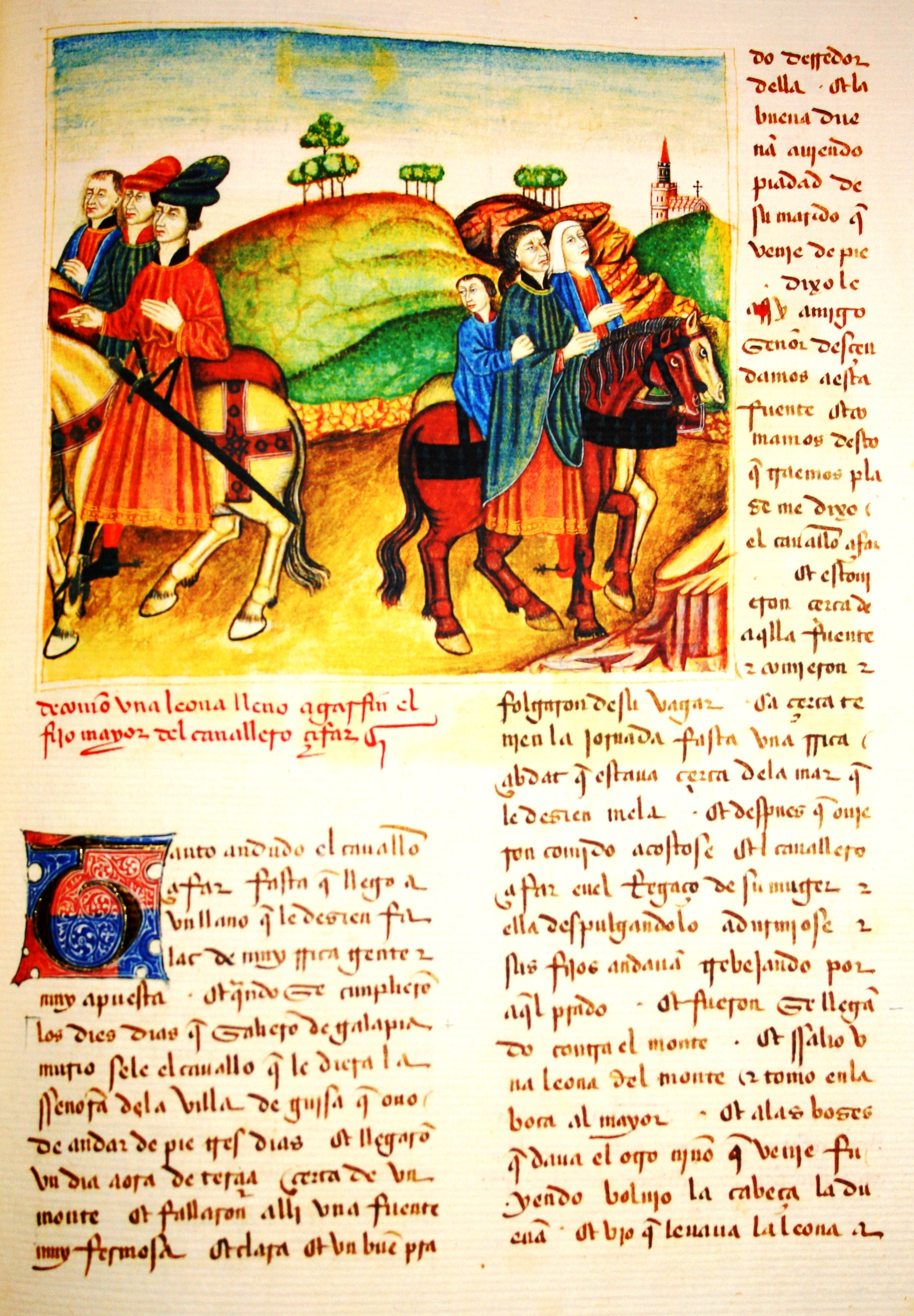
Miniature du Manuscrit de Paris

### Un livre originellement destiné à être vu et entendu tout autant que lu
La façon de lire un livre à la fin du XXe siècle est radicalement différente de celle qui était employée au XVe siècle : notre lecture est silencieuse alors que la lecture médiévale se faisait souvent à haute voix ; nous lisons individuellement alors que dans les siècles passés, on lisait généralement en groupe ; et, surtout, le codex de Paris possédait un attrait esthétique spécial qu’une transcription moderne, même très soignée, ne peut transmettre : l’indissoluble unité entre le texte, la calligraphie élégante et les richissimes miniatures, joyaux de la peinture gothique castillane.

## Sources

### Sources orientales
- En premier lieu les similitudes déjà évoquées avec le modèle de narration des contes arabes, perses, voire indiens (Mille et Une Nuits, Calila y Dimna ou Sendebar), tout particulièrement au travers de l'emploi répété de la technique du récit-décor qui encadre chaque conte, les anecdotes et récits plus longs s'emboîtant sans cesse selon l'antique procédé du « récit à tiroirs » (déjà mis en œuvre dans les Métamorphoses d’Ovide ou dans le roman homonyme que nous devons à Apulée).

- L'œuvre est aussi un recueil d’exempla (plus d'une vingtaine au total), de proverbes et de maximes, révélatrices de l'étendue de la culture personnelle de l'auteur. Plus de trois cent soixante-quatorze phrases à caractère parémiologique ont été recensées dans le Livre du chevalier Zifar. Pour ce qui est des exempla, il en apparaît plus de vingt dans le texte, presque toujours affublés d'un postiche original.

- On peut aussi relever la similitude du propos du Livre du chevalier Zifar avec la légende hagiographique (BHG 641) du général Placidas, qui une fois converti au christianisme prend le nom d'Eustathe (notre saint Eustache). Ce conte pieux au large succès inspira plusieurs récits d'aventures espagnols, comme El caballero Plácidas, qui date lui aussi du XIVe siècle[8].

- Enfin, le récit présente diverses similitudes avec le roman antique, notamment avec l’Histoire d'Apollonius de Tyr.

### Sources de l'Occident européen
- On a pu relever de possibles apports du roman courtois, qu'il s'agisse du lai Lanval de Marie de France ou de Chrétien de Troyes.

- L'influence du cycle arthurien (ou matière de Bretagne) dont les premières traductions en Castille datent de la même époque, est aussi notable.

- Pour ce qui est du cadre plus précisément hispanique, on peut signaler l'influence ponctuelle des Milagros de Nuestra Señora de Gonzalo de Berceo, ou des Cantigas de Santa María d'Alphonse X le Sage.

## Style

### Une amplification du concept de rédemption
Toutes les recherches de sources n'expliquent pas l'originalité radicale d'un livre qui, jusqu'au milieu du XXe siècle, n'était pas du tout considéré comme le premier roman de chevalerie castillan connu, du fait de ce long traité central sur l'éducation princière, où l'apport direct des Flores de filosofia est avéré. Les tournures de cette partie centrale relèvent bel et bien de la littérature doctrinale (ou sapientiale, ou gnomique) mais elles s'adaptent dans Zifar à la figure du chevalier chrétien et entrent en résonance avec l'esprit des Ordres militaires. 
Les caractéristiques hétérogènes du roman médiéval, proches de celles que l'on relève chez Chrétien de Troyes ou dans les ouvrages de la matière de Bretagne, sont donc combinées ici avec plus d'une vingtaine d’exempla, des proverbes et des sermons, en un traité à vocation didactique. Selon une première critique, il résulte de ce trait une négation de l'unité thématique de l'œuvre. Mais fepuis la publication des travaux de Justina Ruiz de Conde en 1948, la tendance dominante a basculé et le livre a été considéré comme une œuvre unitaire. Le Livre du chevalier Zifar a gagné alors le statut de première œuvre en prose connue en langue castillane, et son caractère composite a été imputé aux tendances « miscellanéennes » de la littérature médiévale du XIVe siècle. 
En 1996, à l'occasion de la parution du fac-similé, ou quasi-original, du manuscrit de Paris par les éditions Moleiro, Francisco Rico a insisté de nouveau sur l'hypothèse d'un amalgame de genres collationnés étayant l'ouvrage. La critique, durant la deuxième moitié du XXe siècle, a insisté sur le caractère doctrinal de l'œuvre et s'est proposé de donner pour thème unique au livre la phrase « Redde quod debes ! », qui constituerait le noyau dur d'une structure basée sur le modèle du sermon. L'ensemble du Livre du chevalier Zifar serait une amplification du concept de rédemption.

### Une rhétorique classique «à l'orientale»
Une autre interprétation propose de fonder l'unité sur les canons rhétoriques médiévaux (l'amplification, les parallélismes, les symétries et les digressions) qui intercalent et entremêlent les épisodes entre eux, canons propres aux récits de chevalerie postérieurs. Le livre n'aurait alors pas de caractère doctrinal ou allégorique autre que le fait d'être un récit héroïque et chevaleresque entrecoupé d'éléments moralisateurs comme les conseils du roi de Menton ou les nombreux exempla, proverbes et sentences. À la différence des autres œuvres de littérature espagnole y ayant recours (comme le Libro de buen amor, La Célestine ou Don Quichotte), ils sont disséminés tout au long de l'œuvre au lieu d'être présentés en chapelets.

### Humour et conventions sociales
En général, les conseils et remarques moralisatrices du livre émanent de personnages occupant un haut rang social, une position éminente, comme le chevalier Zifar (par la suite devenu roi de Menton) ou son fils Roboam. Il y a moins de phrases placées dans la bouche du personnage le plus drôle de l'œuvre, l'écuyer du chevalier, qui deviendra le « Chevalier-Ami ». Ce dernier diffère en cela de son héritier littéraire, Sancho Panza, qui  ne se cantonne pas, pour sa part, à son rôle d'acolyte, mais devient également un narrateur bavard, avisé et rusé. 
La présence constante de l'humour dans le Livre du chevalier Zifar a été étudiée par Scholberg, selon qui cet aspect de l'ouvrage surpasse toutes les œuvres qui lui sont contemporaines. Le récit intègre des composants humoristiques, tant au travers des jeux de mots ou des conversations ingénieuses que par l'emploi de structures comme le « conte du demi-ami », qui consiste en une seule et même facétie faite par un père à son fils gâté.

## Manuscrits et éditions duLivre du chevalier Zifarà travers le temps

### Manuscrits
- Ms. 11.309 de la Bibliothèque Nationale d'Espagne à Madrid. Codex M (XIVe siècle).
- Ms. espagnol 36 de la Bibliothèque Nationale de France à Paris. Codex P. 1464

### Éditions anciennes
- Édition de Séville de 1512, Codex S, dont il reste 2 exemplaires :
- Inv. Rés. Y2 259 de la Bibliothèque Nationale de France
- Imprimé VIII-2.054 de la Biblioteca del palacio real de Madrid, imprimé en 1529 (qui se révèle en réalité être une réimpression à l'identique de l'édition de 1512)

### Éditions modernes
- Heinrich Michelant, Historia del Cavallero Cifar. Tübingen, Allemagne, 1872 (Bibliothek des Litterarischen Vereins in Stuttgart, CXII)
- Charles Ph. Wagner, El libro de Caballero Zifar. Ann Arbour, University of Michigan, 1929. Édition critique très complète, dont le texte a été reproduit en le modernisant par Martin de Riquer (1951), puis par Felicidad Buendía (1960).
- Martín de Riquer, El Caballero Zifar. Barcelona, Ariel, 1951 (Selecciones Bibliòfilas).
- Felicidad Buendia, Libros de Caballerìas españoles : El Caballero Cifar, Amadís de Gaula, Tirant el Blanco. Madrid, Aguilar, 1960.
- Joaquín González Muela, Libro del Caballero Zifar. Madrid, Castalia, 1982.
- Cristina González, Libro del Caballero Zifar. Madrid, Cátedra, 1983.
- M.A. Olsen, Libro del Cavallero Cifar. Madison, HSMS, 1984.
- Manuel Moleiro & Francisco Rico, Libro del caballero Zifar. Códice de París. Barcelona, Moleiro, 1996 (ed. en fac-similé, ou quasi-original).
- Jean-Marie Barberà, Juan Manuel Cacho Blecua & Zeina Abirached, Livre du chevalier Zifar. Toulouse, Monsieur Toussaint Louverture, 2009.  (ISBN 978-2-9533664-1-9)